# Handveredelung

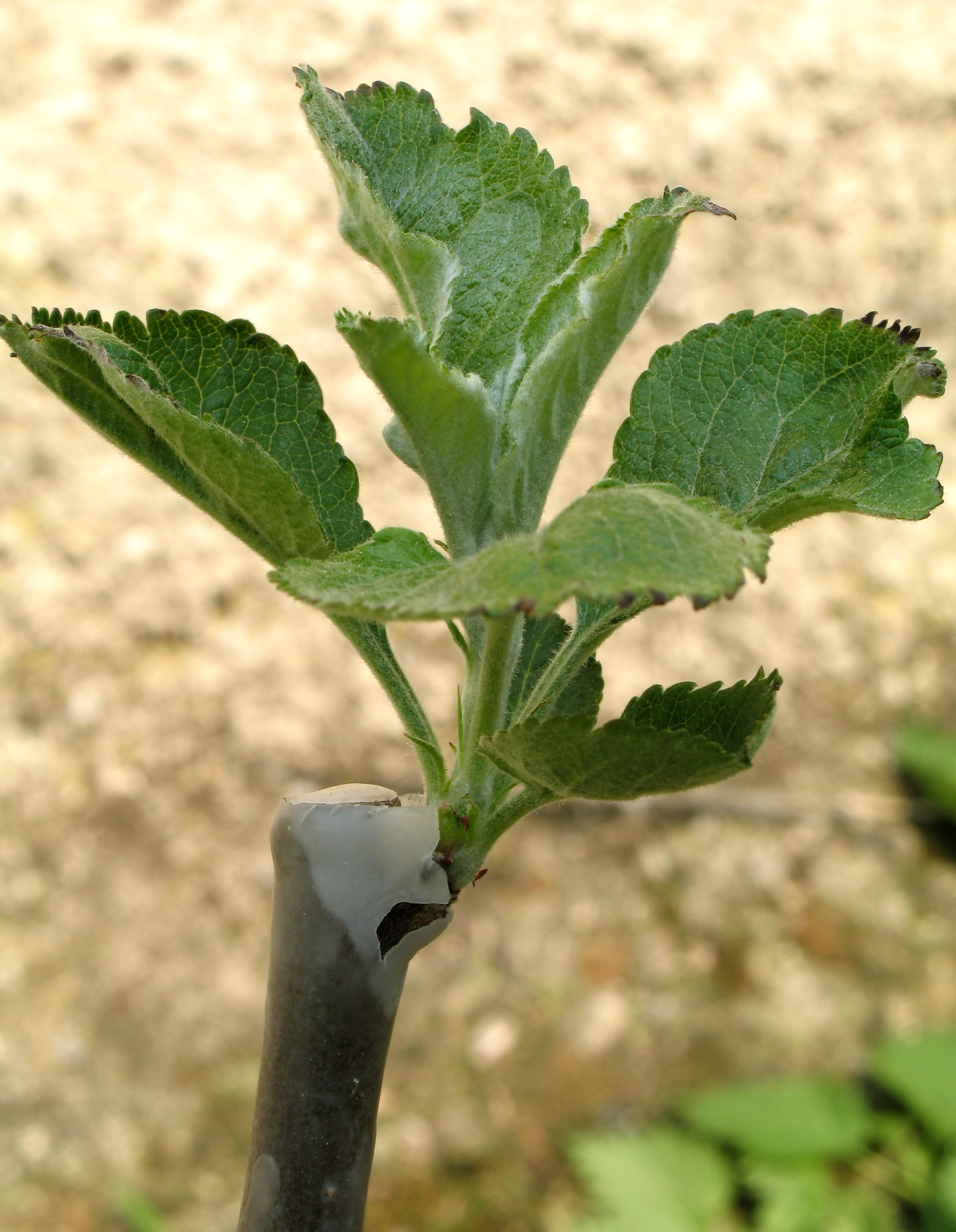
Austrieb nach einer Veredelung

Handveredelung, auch Tischveredelung oder  Zimmerveredelung, ist das Veredeln von Pflanzen an ausgegrabenen Unterlagen. Die Handveredelung steht im Gegensatz zur Freilandvereddelung und zur maschinellen Veredelung.

## Wortverwendung
Um Missverständnissen vorzubeugen, müsste das Handveredeln eigentlich „Veredeln in der Hand“ heißen, denn die meisten Veredelungsverfahren werden noch immer händisch durchgeführt. Es wäre nicht falsch, wenn man unter Handveredelung händisches Veredeln verstünde, also mit dem Begriff die Handarbeit bezeichnete. Dies wäre ein Gegensatz zum maschinellen Veredeln im Weinbau gebräuchlich. In der Fachsprache der Gärtner und Landwirte wird unter „Handveredelung“ jedoch ausschließlich das hier beschriebene Verfahren verstanden.

## Vorteile der Handveredelung
Handveredelung ist ein Verfahren, mit dem Pflanzen im Innenraum bearbeitet werden, im Gegensatz zur Freilandveredelung. Dabei kann im tiefen Winter bei für die Gärtner angenehmen Arbeitsverhältnissen veredelt werden. Die veredelte Pflanze wird erst später ins Freiland gesetzt.
Angewendet wird es vor allem im professionellen Baumschulbetrieb und in der Landwirtschaft. Mit Winterhandveredelung kann in Pflanzenbetrieben die sonst „tote Saison“ des tiefsten Winters zum Veredeln und die dafür sonst übliche Zeit (zeitiges Frühjahr, vor dem Austrieb) für andere Arbeiten genutzt werden. Auch kann das erfolgreiche Anwachsen abgewartet werden.

## Technik
Im Spätherbst oder im Winter – bei offenem Wetter, wenn der Boden nicht gefroren ist –  werden die Unterlagen gerodet (ausgegraben), die Wurzeln bis zur Hälfte zurückgeschnitten und in feuchter Erde eingeschlagen. So vor dem Austrocknen geschützt, werden die Unterlagen in einem kühlen, jedoch frostfreien Raum (meist Kühlhallen) gelagert.
Zur Veredelung werden die Unterlagen wieder von der Erde befreit und mit nackter Wurzel mit der jeweils gewählten Methode (im professionellen Betrieb derzeit fast ausschließlich Kopulation, oder Geißfußpfropfen) veredelt. Die veredelte Pflanze wird dann verkehrt gehalten, und mit dem oberen Teil bis hinter die Veredelungsstelle in Rebveredelungswachs getaucht. Danach werden die Pflanzen wieder in feuchte Erde eingeschlagen und bis zum Frühling im Kühlraum gelagert. Sind keine größeren Fröste mehr zu erwarten, kann mit der Auspflanzung im Freiland begonnen werden.

## Freilandveredelung

Gärtnerin veredelt einen Obstbaum im Freiland einer Baumschule

Das Gegenstück zur Handveredelung ist die klassische Freilandveredelung: Bei dieser veredelt man im Freiland im Boden wurzelnde Unterlagspflanzen direkt vor Ort.